# Elias Ekeroth
Elias Ekeroth, född 12 augusti 1682 i Eksjö, Jönköpings län, död 29 juni 1754 i Svinstads socken, Östergötlands län, var en svensk kyrkoherde i Svinstads pastorat.

## Biografi
Elias Ekeroth föddes 12 augusti 1682 i Eksjö. Han var son till skomakaren Staffan Nilsson och Kierstin Nilsdotter. Ekeroth studerade i Eksjö och Linköping. Han blev höstterminen 1704 student vid Lunds universitet, Lund och prästvigdes 4 oktober 1710 till komminister i Tjällmo församling, Tjällmo pastorat. Ekeroth blev 18 oktober 1733 kyrkoherde i Svinstads församling, Svinstads pastorat. Han avled 29 juni 1754 i Svinstads socken och begravdes 11 juli av biskopen Andreas Olavi Rhyzelius.
Ekeroth var opponens vid prästmötet 1726. Ett porträtt i olja på Ekeroth och hustrun finns i Bankekinds kyrkas sakristian.

### Familj
Ekeroth gifte sig 14 januari 1711 med Anna Bohlius (1683–1750). Hon var dotter till komministern i Norrköping. Anna Bohlius hade tidigare varit gift med komministern F. Öhrberg i Tjällmo socken. Ekeroth och Bohlius fick tillsammans barnen Samuel (1711–1711), Samuel (1712–1778), Johan (1716–1741), Staffan Ekeroth (1717–1798), Elias (1719–1793), Olof (1722–1759), Anna Christina och Beata Margareta (1730–1774).